# Eueides hippolinus
Eueides hippolinus är en fjärilsart som beskrevs av Butler 1873. Eueides hippolinus ingår i släktet Eueides och familjen praktfjärilar. Inga underarter finns listade i Catalogue of Life.